# Приморское сельское поселение (Калачёвский район)
Примо́рское се́льское поселе́ние — муниципальное образование в составе Калачёвского района Волгоградской области.
Административный центр — хутор Приморский.

## История
Приморское сельское поселение образовано 20 января 2005 года в соответствии с Законом Волгоградской области № 994-ОД.

## Население
| 2010 | 2012  | 2013  | 2014  | 2015 | 2016 | 2017 |
| ---- | ----- | ----- | ----- | ---- | ---- | ---- |
| 1066 | ↘1042 | ↘1010 | ↘1002 | ↘983 | ↘966 | ↘939 |
| 2018 | 2019  | 2020  | 2021  |      |      |      |
| →939 | ↘921  | ↗922  | ↘915  |      |      |      |

## Состав сельского поселения
| № | Населённый пункт | Тип населённого пункта        | Население |
| - | ---------------- | ----------------------------- | --------- |
| 1 | Колпачки         | хутор                         | 352       |
| 2 | Приморский       | хутор, административный центр | 497       |
| 3 | Тихоновка        | хутор                         | 217       |